# Tian Hua
En una onomàstica xinesa Tian es el cognom i Hua el prenom.
Tian Hua (xinès simplificat: 田华) (Tang 1928 - ). Actriu de teatre i cinema xinesa. Va treballar en nombroses pel·lícules exponents del realisme socialista dels anys 50 i 60 i va ser una de les vint-i-dues estrelles del cinema xinès (actors i actrius) inclosa en la llista que va proposar el Ministeri de Cultura del moment i que d’alguna forma va ser aprovada pel primer ministre Zhou Enlai.

## Biografia
Tian Hua, de nom real Liu Tianhua (刘天花) va néixer el 3 d'agost de 1928 a Tang, província de Hebei (Xina) en una família de camperols pobres. Quan Tian tenia 9 anys va esclatar l'Incident del pont Marco Polo, també conegut com l'indicent del 7 de juliol, que va ser l'inici de la segona guerra-sino-japonesa, i part de la seva família va ser assassinada. El 1940 Tian va abandonar la seva ciutat i va entrar a la companyia de teatre de l'exercit de la regió militar de la ruta Shanxi-Chahar-Hebei. Va ser Wang Yang, un dels directors de la companyia, que més tard seria el director del Beijing Film Studio, el que li va posar el nom artístic de Tian Hua. El 1949 es va casar amb, Su Fan, que va servir com a reporter de guerra, amb qui va tenir tres fills.
El 1953, Tian va acompanyar la delegació de dones xineses a Copenhaguen,i el 1954, va ser escollida com a representant de la primera Assamblea Popular Nacional de la Xina, i membre de l'executiu de la segona sessió de la Federació de Dones de Tota la Xina. El 1955, l'Exèrcit Popular d'Alliberament va implementar un sistema de graus militars pels activistes culturals i va atorgar a Tian el rang de Major.

#### Carrera cinematogràfica i teatral
L'any 1950 l'Estudi de cinema de Changchun productora successora de la Northeast Film Studio (Dongbei Dianying Zhipianchang) va plantejar adaptar al cinema una de les obres teatrals escrita i representada a Yan'an durant la Segona Guerra Mundial, amb el títol de 白毛女 - Bai Mao Nü- "(la xica dels cabells blancs) creada el 1945 per Yan Jinxuan i fortament influïda per les Converses del Fòrum de Yan'an.
Per representar el paper de la camperola Xi'er van escollir a Tian Hua, fet que va representar el debut de l'actriu en el cinema quan tenia vint-i-dos anys. La seva actuació va guanyar elogis tant dins com fora de la indústria cinematogràfica, i es va fer famosa només per aquesta pel·lícula. Tian Hua va guanyar el primer premi dels Premis de Cinema destacats del Ministeri de Cultura d'aquell any.
El 1954 abans de seguir la seva activitat al cinema ,Tian va entrar a l'Acadèmia Central de Drama,on va estudiar principalment el sistema Stanislavsky. El 1956 va entrar a la companyia de teatre experimental dirigida per la directora Sun Weishi que combinava les tècniques de Stanislavsky amb les de l'opera xinesa.
De 1957 a 1965, va participar successivament en pel·lícules com "The Full Moon", "The Daugther of the Party", "Beautiful Homeland" i "Doctor Bethune", guanyant grans elogis de la indústria cinematogràfica i dels professionals del sector. Després de la Revolució Cultural, el 1969 va tornar al mon del cinema com actriu de doblatge i a partir del 1977 va tornar a fer papers adaptats a la seva edat en diverses pel·lícules com 猎字99号 (Hunting No. 99), o 许茂和他的女儿们 (Xu Mao and His Daughters).
Durant la seva dilatada carrera ha treballat amb directors i directores com Wang Ping considerada com la primera directora de la República Popular de la Xina, Jin Shan, Yan Jizhou, Li Jun amb qui va rodar 许茂和他的女儿们 (Xu Mao and His Daughters) una de les pel·lícules més significatives de la reactivació del cinema xinès a l'inici del període d'obertura política i social, i darrerament amb Zhang Yang entre d'altres.
Ha rebut diversos premis com el 30è Popular Film Hundred Flowers for Lifetime Achievement, el 12è Premi de la Chiina Film Society of Performing Art a la seva trajectòria i la primera nominació a la trajectòria com actriu dels Premis Golden Rooster (Jinji Jiang) de l'any 2010.

## Filmografia destacada
| Any  | Títol xinès      | Títol anglès                              | Paper        | Director                               |
| ---- | ---------------- | ----------------------------------------- | ------------ | -------------------------------------- |
| 1950 | 白毛女           | The White Haired Girl                     | Xi Er        | Shui Hua i Wang Ping                   |
| 1958 | 花好月圆         | A Perfect Marriage                        | Fang Lingzhi | Wei Guo                                |
| 1958 | 党的女儿         | The Daugther of the Party (Dang de Nü'er) | Mei Yu       | Lin Nong                               |
| 1959 | 风暴             | The Storm                                 | Chen Guizhen | Jin Shan                               |
| 1959 | 江山多娇         | Beautiful Homeland                        | Xian Yue     | Wang Ping                              |
| 1962 | 碧海丹心         | To Liberate Hainan Island                 | Xiao Mei     | Wang Ping                              |
| 1963 | 夺印             | Duo Yin                                   | Hu Sufang    | Wang Shaoyan                           |
| 1965 | 秘密图纸         | Secret Drawings (Secret Map)              | Shi Yun      | Hao Guang                              |
| 1965 | 白求恩大夫       | Doctor Bethune                            | 老冯         | Zhang Junxian , Li Shutian i Gao Zheng |
| 1978 | 奴隶的女儿       | Slave's Daughter                          | Zeng Weizhi  | Yan Shaochun                           |
| 1978 | 猎字99号         | Hunting No. 99                            | 党委书记     | Yan Jizhou                             |
| 1978 | 峥嵘岁月         | Miserable Years                           |              | Jing Mukui i Feng Wang                 |
| 1980 | 法庭内外         | In and Out of Court                       | Shang Qin    | Lu Xiaoya, Chong Lianwen               |
| 1981 | 许茂和他的女儿们 | Xu Mao and His Daughters                  | Yan Shaochun | Li Jun                                 |
| 1988 | 柳菲的遗书       |                                           | 妈妈         | Yan Jizhou                             |
| 2009 | 寻找成龙         | Jackie Chan Kung Fu Master                | 妈妈         | Fang Gangliang i Jiang Ping            |
| 2010 | 复兴之路         | The Road to Revival                       |              | Yiyan Wang                             |
| 2012 | 飞越老人院       | Full Circle                               | Shi Yun      | Zhang Yang                             |
| 2019 | 一切如你         | For Love with You                         | 母亲         | Huang Zhaohan i Shaojie Fu             |
| 2022 | 红星闪亮         | Eternal Red Stars                         |              | Ye Feng                                |